# Le Plessis-Sainte-Opportune
Le Plessis-Sainte-Opportune is een gemeente in het Franse departement Eure (regio Normandië) en telt 245 inwoners (2004). De plaats maakt deel uit van het arrondissement Bernay.

## Geografie
De oppervlakte van Le Plessis-Sainte-Opportune bedraagt 11,2 km², de bevolkingsdichtheid is 21,9 inwoners per km².
De onderstaande kaart toont de ligging van Le Plessis-Sainte-Opportune met de belangrijkste infrastructuur en aangrenzende gemeenten.

## Demografie
Onderstaande figuur toont het verloop van het inwonertal (bron: INSEE-tellingen).